# Swietłana Kuzniecowa

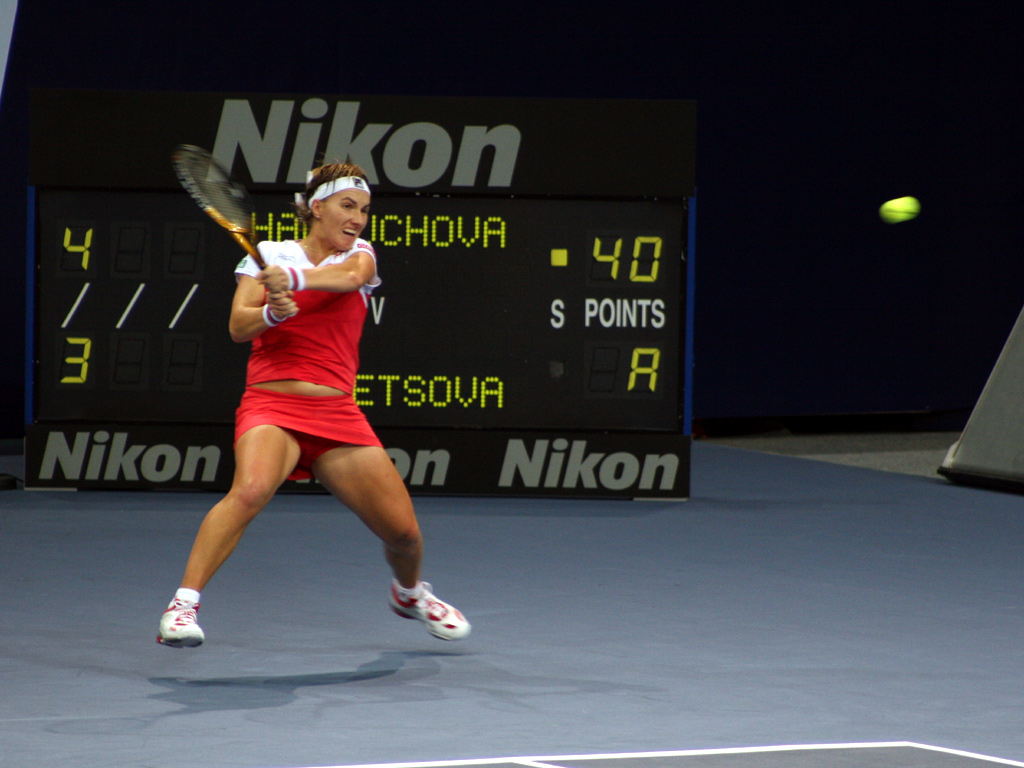
Zurich Open 2006

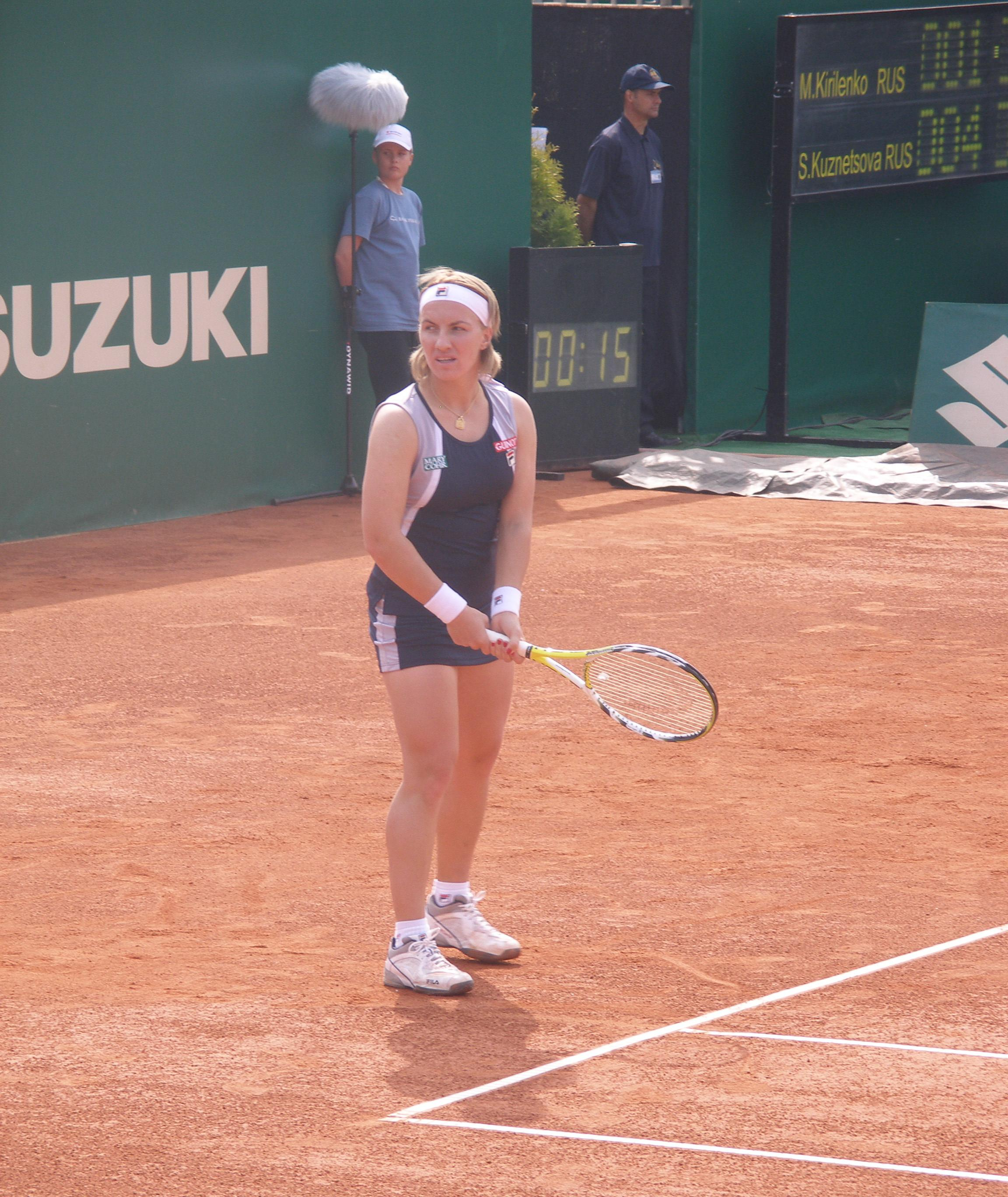
Suzuki Warsaw Masters 2008

Swietłana Aleksandrowna Kuzniecowa (ros. Светлана Александровна Кузнецова, ur. 27 czerwca 1985 w Leningradzie) – rosyjska tenisistka, zwyciężczyni wielkoszlemowych US Open 2004 i French Open 2009, finalistka French Open 2006 i US Open 2007 w grze pojedynczej, triumfatorka dwóch turniejów rangi Premier Mandatory, trzykrotna zdobywczyni Fed Cupu oraz mistrzyni Australian Open 2005 i Australian Open 2012 w grze podwójnej, notowana najwyżej na 2. miejscu w rankingu singlowym i na 3. w deblowym. W 2021 roku zakończyła karierę.

## Kariera tenisowa

### 2000–2006
Została profesjonalną tenisistką w 2000.
Wygrała turniej juniorski US Open 2001 w deblu, za to jej największym sukcesem seniorskim jest mistrzostwo wielkoszlemowego US Open 2004, po pokonaniu w finale Jeleny Diemientjewej. Po tych sukcesach, i po turnieju na wyspie Bali, awansowała na 5. miejsce w rankingu WTA 20 września 2004, a w deblu zajmowała w czerwcu 2004 pozycję nr 3.
W listopadzie 2004 awansowała na 4. pozycję w rankingu WTA, oraz zapewniła sobie udział w turnieju Masters. W styczniu 2005 wygrała wielkoszlemowy Australian Open 2005 w grze podwójnej.
W kwietniu 2006 triumfowała na kortach w Miami, w turnieju Nasdaq-100 Open, gdzie w finale pokonała Mariję Szarapową. 7 maja 2006 rozegrała finałowy mecz w turnieju J&S Cup 2006 w Warszawie z Kim Clijsters, gdzie przegrała w dwu setach, po raz trzeci z rzędu finał tej imprezy. W poprzednich latach została pokonana przez Venus Williams. Niecały miesiąc później wystąpiła w wielkoszlemowym turnieju French Open 2006. Dotarła do finału, gdzie uległa Justine Henin-Hardenne 4:6, 4:6.

### 2007
Może mówić o „klątwie Henin”, która dopadła ją podczas turniejów na Bliskim Wschodzie na przełomie lutego i marca 2007: przegrała z Henin w półfinale w Dubaju oraz w finale w Dosze.
17 marca 2007 przegrała finał turnieju Pacific Life Open w Indian Wells ze zwyciężczynią tego turnieju w 2002 roku, Danielą Hantuchovą.
5 maja 2007 na turnieju J&S Cup w Warszawie poniosła porażkę w półfinale z Aloną Bondarenko 2:6, 4:6, przez co nie pojawiła się w finale warszawskiego turnieju po raz pierwszy od 2004 roku.
W sierpniu 2007 na kortach twardych w New Haven odniosła pierwsze w tym sezonie zwycięstwo turniejowe, pokonując Ágnes Szávay po kreczu rywalki przy stanie 6:4, 0:3.
Miesiąc później dotarła do finału US Open 2007, gdzie po raz kolejny przegrała z Justine Henin. Po tym turnieju awansowała na najwyższą w karierze pozycję w rankingu WTA (na miejsce drugie).

### 2008
Sezon rozpoczęła od przegranego turnieju w Sydney z rozstawioną z numerem pierwszym Justine Henin 6:4, 2:6, 4:6.
Zagrała w singlu i deblu na Australian Open 2008. W deblu w nierozstawionej parze z Amélie Mauresmo, poddały mecz w II rundzie walkowerem. W singlu, rozstawiona z nr 2, uległa w trzeciej rundzie rozstawionej z nr 29. Agnieszce Radwańskiej 3:6, 4:6.
Po nieudanym występie w Dosze (porażka w trzeciej rundzie z Sybille Bammer) doszła do finałów w Dubaju (przegrana z Jeleną Diemientjewą 6:4, 3:6, 2:6) i Indian Wells (porażka z Aną Ivanović 4:6, 3:6). Dotarła także do półfinału w Miami, gdzie przegrała z późniejszą triumfatorką Sereną Williams 6:3, 5:7, 3:6.
Turnieje przygotowawcze do French Open w Berlinie i Rzymie zakończyła w trzeciej rundzie, natomiast na samym French Open doszła aż do półfinału, gdzie poniosła porażkę 3:6 2:6 z rodaczką Dinarą Safiną.
Sukcesów nie odniosła też na kortach trawiastych. W Eastbourne przegrała już w pierwszym spotkaniu z Dunką Caroline Wozniacki 2:6 2:6, natomiast na Wimbledonie doszła do 1/8 finału, gdzie poniosła porażkę 4:6, 6:1, 5:7 z Agnieszką Radwańską, przy czym w trzecim secie wygrywała 4:1 i 40:15 przy serwisie rywalki. W US Open była rozstawiona z „trójką”, lecz przegrała w III rundzie z Kateriną Srebotnik. W turnieju kończącym sezon w Dosze nie wyszła z grupy przegrywając wszystkie mecze. Sezon 2008 zakończyła na 8. miejscu w rankingu WTA.

### 2009
Sezon rozpoczęła od dojścia do ćwierćfinału w Sydney, gdzie oddała mecz walkowerem Ai Sugiyamie. W Australian Open była rozstawiona z numerem ósmym i doszła do ćwierćfinału, przegrywając z Sereną Williams 7:5, 5:7, 1:6.
W turnieju w Dubaju, w pierwszej rundzie miała wolny los, zaś w drugiej przegrała 4:6, 6:3, 0:6 z Jeleną Wiesniną. W turnieju w Indian Wells odpadła w II rundzie z Urszulą Radwańską. Na turnieju w Miami doszła do półfinału, przegrywając w Wiktoryją Azaranką 3:6, 6:2, 5:7. Podczas Porsche Tennis Grand Prix w Stuttgarcie wygrała swój 10. turniej w karierze, pokonując w finale Dinarę Safinę 6:4, 6:3. W Rzymie, na turnieju Internazionali BNL d’Italia, przegrała w finale z Safiną 3:6, 2:6. W Madrycie przegrała w II rundzie, z Aloną Bondarenko 3:6, 2:6.
Podczas drugiego turnieju wielkoszlemowego w sezonie, French Open, została rozstawiona z numerem siódmym. W pierwszej rundzie pokonała grającą z „dziką kartą”, Claire Feuerstein, zaś w drugiej z Galiną Woskobojewą. W 1/16 finału (III rundzie) zwyciężyła z Melindą Czink. W czwartym meczu pokonała rozstawioną z numerem 12., Agnieszką Radwańską. W ćwierćfinale wygrała z turniejową „dwójką”, Sereną Williams, zaś w półfinale z Samanthą Stosur. W finale, po wygranej nad Dinarą Safiną 6:4, 6:2, zdobyła drugi tytuł wielkoszlemowy w karierze.
Na Wimbledonie, jako rozstawiona z „piątką”, doszła do III rundy, ulegając Sabinie Lisicki 2:6, 5:7.
W US Open doszła do IV rundy, przegrywając z Caroliną Wozniacki 6:2, 6:7, 6:7. W turnieju w Tokio przegrała z Andreą Petković 5:7, 6:4, 3:6. W turnieju w Pekinie wygrała w finale z Agnieszką Radwańską 6:2, 6:4.
Sezon zakończyła na 3 miejscu w rankingu WTA.

### 2010
Sezon zaczęła od turnieju w Sydney, gdzie przegrała w II rundzie z Dominiką Cibulkovą 5:7, 2:6. W Australian Open odpadła w IV rundzie po przegranej z Nadią Pietrową 3:6, 6:3, 1:6.
Następnie wzięła udział w turnieju w Dubaju, gdzie I rundę miała woln, zaś w II rundzie przegrała z Regina Kulikową 7:5, 6:7, 4:6. W marcu zaczęła tournée po Stanach Zjednoczonych: w Indian Wells została rozstawiona z 1. i przegrała w II rundzie, zaś podczas Sony Ericsson Open w Miami doszła do IV rundy, gdzie przegrała z Marion Bartoli 3:6, 0:6. W turnieju w Stuttgarcie doszła do 2. rundy.

### 2012
Sezon rozpoczęła od przegranej w drugiej rundzie turnieju w Sydney z Czeszką, Lucie Šafářovą. Mecz zakończył się z powodu kreczu Kuzniecowej. Kolejnym turniejem, w którym brała udział był nowozelandzki ASB Classic. Rosjanka doszła w nim do półfinału.
Podczas Australian Open doszła do trzeciej rundy w grze pojedynczej. W pierwszym meczu pokonała w trzech setach reprezentantkę RPA Chanelle Scheepers. W kolejnym spotkaniu pokonała po dwóch setach walki reprezentantkę USA – Sloane Stephens. W następnej rundzie nie sprostała Niemce Sabine Lisicki. Mecz zakończył się wynikiem 6:2, 4:6, 2:6. W zawodach gry podwójnej w parze z Wierą Zwonariową pokonała w finale Włoszki: Sarę Errani oraz Robertę Vinci. Był to drugi wygrany finał turnieju wielkoszlemowego w grze podwójnej.

### 2013
W sezonie 2013 osiągnęła ćwierćfinał zawodów singlowych w Sydney. Następnie ponownie awansowała do ćwierćfinału Australian Open w grze pojedynczej, w którym uległa Wiktoryi Azarance 5:7, 1:6. Później osiągnęła trzecią rundę zawodów w Dosze i, po przejściu kwalifikacji, pierwszą w Dubaju. Zarówno w Indian Wells, jak i w Miami awansowała do trzeciej rundy zawodów singlowych. Dodatkowo osiągała także kolejno pierwszą rundę i półfinał gry podwójnej.
W Oeiras Rosjanka awansowała do ćwierćfinału, w którym przegrała z Rominą Oprandi. W Madrycie zanotowała trzy wygrane spotkania w grze pojedynczej i podwójnej, natomiast w Rzymie nie wygrała spotkania. Z French Open odpadła po ćwierćfinałowym spotkaniu z Sereną Williams. W grze podwójnej osiągnęła drugą rundę.
Następnie wzięła udział w zawodach w Carlsbadzie, ale nie wygrała pojedynku pierwszej rundy. Podobny rezultat uzyskała w Toronto i Cincinnati. Na US Open przegrała w trzeciej rundzie z późniejszą półfinalistką, Flavią Pennettą. W deblu dotarła do drugiej rundy.
W turnieju w Tokio, po pokonaniu m.in. rozstawionej z numerem trzecim Sary Errani, Rosjanka awansowała do ćwierćfinału. W Pekinie zaszła do drugiej rundy. W ostatnim turnieju w sezonie, w Moskwie, Kuzniecowa zanotowała półfinał gry pojedynczej, a w grze podwójnej odniosła zwycięstwo.

### 2014
Sezon 2014 rozpoczęła od pierwszych rund singla i debla w Sydney. Także pierwszą rundę zanotowała podczas Australian Open w konkurencjach gry pojedynczej i mieszanej, a w grze podwójnej zaszła rundę dalej. W Pattai mecz drugiej rundy oddała walkowerem. W Indian Wells wygrała jeden mecz singlowy, a w deblu osiągnęła półfinał. W zawodach tej samej rangi w Miami nie zdołała wygrać spotkania.
Okres gry na nawierzchni ceglanej rozpoczęła od ćwierćfinału w Stuttgarcie. W Oeiras Rosjanka awansowała do finału, w którym uległa Carli Suárez Navarro 4:6, 6:3, 4:6. W Madrycie i Rzymie zanotowała drugie rundy gry pojedynczej. Na French Open osiągnęła ćwierćfinał, w którym przegrała z Simoną Halep 2:6, 2:6.
Po nieudanym występie na Wimbledonie wygrała w Waszyngtonie. Na US Open również przegrała w pierwszej rundzie, ale potem doszła do ćwierćfinału w Pekinie. Zakończyła rok na 28. miejscu.

### 2015
Po słabym początku sezonu Kuzniecowa doszła do finału w Madrycie. Następnie znowu grała słabo aż do wygranego turnieju w Moskwie. Zajęła ostatecznie 25. pozycję w rankingu.

### 2016
Największymi sukcesami pierwszej części sezonu były: zwycięstwo w Sydney oraz finał w Miami. Dobrze radziła sobie też wiosną na mączce ceglastej. Na Wimbledonie uległa dopiero późniejszej triumfatorce Serenie Williams. W Montrealu i Cincinnati doszła do ćwierćfinału. Dzięki udanej końcówce sezonu (półfinał w Wuhanie, zwycięstwo w Moskwie) zakwalifikowała się do WTA Finals. W półfinale przegrała z późniejszą mistrzynią Dominiką Cibulkovą. W ten sposób została dziewiątą zawodniczką sezonu.

### 2017
Największymi sukcesami w kolejnym sezonie okazały się: finał w Indian Wells (po pokonaniu Plíškovej), półfinał w Madrycie i ćwierćfinał na kortach Wimbledonu (zwycięstwo z Radwańską).

## Życie rodzinne
Swietłana Aleksandrowna Kuzniecowa pochodzi ze sportowej rodziny. Jej ojciec, Aleksandr Kuzniecow, trenował pięciu mistrzów olimpijskich i mistrzów świata w kolarstwie, a także żonę, Galinę Cariową, 6-krotną mistrzynię świata i 20-krotną rekordzistkę świata, jak i syna, Nikołaja Kuzniecowa, wicemistrza olimpijskiego na 4000 m drużynowo z igrzysk olimpijskich w Atlancie, 1996.

## Historia występów wielkoszlemowych
Legenda
     W, wygrany turniej
     F, przegrana w finale
     SF, przegrana w półfinale
     QF, przegrana w ćwierćfinale
     xR, przegrana w x rundzie
     A, brak startu
     NH, turniej nie odbył się

### Występy w grze pojedynczej
| Australian Open        | A   | A   | 2R | 1R | 3R | QF | 4R | 4R | 3R | QF | 4R | 4R | 3R | QF | 1R | 1R | 2R | 4R | A   | A  | 2R | 2R  | 0 / 18 | 37 – 18  |  |  |
| French Open            | A   | A   | A  | 1R | 4R | 4R | F  | QF | SF | W  | 3R | QF | 4R | QF | QF | 2R | 4R | 4R | 1R  | 1R | 1R | 1R  | 1 / 19 | 52 – 18  |  |  |
| Wimbledon              | A   | A   | A  | QF | 1R | QF | 3R | QF | 4R | 3R | 2R | 3R | 1R | A  | 1R | 2R | 4R | QF | 1R  | 1R | NH | 1R  | 0 / 17 | 30 – 17  |  |  |
| US Open                | A   | A   | 3R | 3R | W  | 1R | 4R | F  | 3R | 4R | 4R | 4R | A  | 3R | 1R | 1R | 2R | 2R | 1R  | 1R | A  | A   | 1 / 17 | 35 – 16  |  |  |
|                        |     |     |    |    |    |    |    |    |    |    |    |    |    |    |    |    |    |    |     |    |    |     |        |          |  |  |
| Ranking na koniec roku | 889 | 259 | 43 | 36 | 5  | 18 | 4  | 2  | 8  | 3  | 27 | 19 | 72 | 21 | 28 | 25 | 9  | 12 | 107 | 54 | 36 | 107 | 2 / 71 | 154 – 69 |  |  |

### Występy w grze podwójnej
| Australian Open        | A   | A   | A  | 3R | F  | W  | 3R | 2R | 2R  | 1R | 3R  | A  | W  | 2R | 2R  | 3R  | 3R | A  | A   | A | A  | A | 2 / 13 | 31 – 11 |  |  |
| French Open            | A   | A   | A  | 3R | F  | 2R | A  | A  | A   | A  | A   | 2R | A  | 2R | 1R  | A   | SF | 3R | 2R  | A | A  | A | 0 / 9  | 17 – 9  |  |  |
| Wimbledon              | A   | A   | 1R | QF | QF | F  | 2R | QF | A   | 3R | 2R  | A  | A  | A  | A   | A   | 1R | QF | A   | A | NH | A | 0 / 10 | 21 – 10 |  |  |
| US Open                | A   | A   | 2R | F  | F  | QF | A  | A  | A   | A  | A   | A  | A  | 2R | A   | 1R  | A  | A  | A   | A | A  | A | 0 / 6  | 15 – 6  |  |  |
|                        |     |     |    |    |    |    |    |    |     |    |     |    |    |    |     |     |    |    |     |   |    |   |        |         |  |  |
| Ranking na koniec roku | 919 | 217 | 45 | 7  | 8  | 8  | 37 | 41 | 142 | 53 | 107 | 89 | 38 | 54 | 116 | 166 | 56 | 61 | 298 | – | –  | – | 2 / 38 | 84 – 36 |  |  |

### Występy w grze mieszanej
| Australian Open | A | A | A | 1R | A | A | A | A | A | A | A | A | A | A | 1R | A | A | A | A | A | A  | A | 0 / 2 | 0 – 2 |  |  |
| French Open     | A | A | A | 2R | A | A | A | A | A | A | A | A | A | A | A  | A | A | A | A | A | NH | A | 0 / 1 | 1 – 1 |  |  |
| Wimbledon       | A | A | A | QF | A | A | A | A | A | A | A | A | A | A | A  | A | A | A | A | A | NH | A | 0 / 1 | 3 – 1 |  |  |
| US Open         | A | A | A | A  | A | A | A | A | A | A | A | A | A | A | A  | A | A | A | A | A | NH | A | 0 / 0 | 0 – 0 |  |  |
|                 |   |   |   |    |   |   |   |   |   |   |   |   |   |   |    |   |   |   |   |   |    |   |       |       |  |  |
|                 |   |   |   |    |   |   |   |   |   |   |   |   |   |   |    |   |   |   |   |   |    |   | 0 / 4 | 4 – 4 |  |  |

## Finały turniejów WTA
| Legenda                     | Legenda |
| --------------------------- | ------- |
| Wielki Szlem                |         |
| Igrzyska olimpijskie        |         |
| WTA Tour Championships      |         |
| 1988 – 2008                 |         |
| Kategoria I                 |         |
| Kategoria II                |         |
| Kategoria III               |         |
| Kategoria IV                |         |
| Kategoria V                 |         |
| 2009 – 2020                 |         |
| WTA Premier Mandatory       |         |
| WTA Premier 5               |         |
| WTA Premier                 |         |
| WTA International Series    |         |
| WTA 125K series (2012–2020) |         |

### Gra pojedyncza 42 (18–24)
| Końcowy wynik | Nr  | Data                 | Turniej      | Nawierzchnia  | Przeciwniczka            | Wynik finału     |
| ------------- | --- | -------------------- | ------------ | ------------- | ------------------------ | ---------------- |
| Zwyciężczyni  | 1.  | 8 maja 2002          | Helsinki     | Ceglana       | Denisa Chládková         | 0:6, 6:3, 7:6(2) |
| Zwyciężczyni  | 2.  | 29 września 2002     | Bali         | Twarda        | Conchita Martínez        | 3:6, 7:6(4), 7:5 |
| Finalistka    | 1.  | 23 lutego 2004       | Dubaj        | Twarda        | Justine Henin            | 6:7(3), 3:6      |
| Finalistka    | 2.  | 6 marca 2004         | Doha         | Twarda        | Anastasija Myskina       | 6:4, 4:6, 4:6    |
| Finalistka    | 3.  | 26 kwietnia 2004     | Warszawa     | Ceglana       | Venus Williams           | 1:6, 4:6         |
| Zwyciężczyni  | 3.  | 14 czerwca 2004      | Eastbourne   | Trawiasta     | Daniela Hantuchová       | 2:6, 7:6(4), 6:4 |
| Zwyciężczyni  | 4.  | 11 września 2004     | US Open      | Twarda        | Jelena Diemientjewa      | 6:3, 7:5         |
| Zwyciężczyni  | 5.  | 19 września 2004     | Bali         | Twarda        | Marlene Weingärtner      | 6:1, 6:4         |
| Finalistka    | 4.  | 26 września 2004     | Pekin        | Twarda        | Serena Williams          | 6:4, 5:7, 4:6    |
| Finalistka    | 5.  | 1 maja 2005          | Warszawa     | Ceglana       | Justine Henin            | 6:3, 2:6, 5:7    |
| Zwyciężczyni  | 6.  | 1 kwietnia 2006      | Miami        | Twarda        | Marija Szarapowa         | 6:4, 6:3         |
| Finalistka    | 6.  | 7 maja 2006          | Warszawa     | Ceglana       | Kim Clijsters            | 5:7, 2:6         |
| Finalistka    | 7.  | 10 czerwca 2006      | French Open  | Ceglana       | Justine Henin            | 4:6, 4:6         |
| Zwyciężczyni  | 7.  | 11 września 2006     | Bali         | Twarda        | Marion Bartoli           | 7:5, 6:2         |
| Zwyciężczyni  | 8.  | 24 września 2006     | Pekin        | Twarda        | Amélie Mauresmo          | 6:4, 6:0         |
| Finalistka    | 8.  | 3 marca 2007         | Doha         | Twarda        | Justine Henin            | 4:6, 2:6         |
| Finalistka    | 9.  | 17 marca 2007        | Indian Wells | Twarda        | Daniela Hantuchová       | 3:6, 4:6         |
| Finalistka    | 10. | 13 maja 2007         | Berlin       | Ceglana       | Ana Ivanović             | 6:3, 4:6, 6:7(3) |
| Finalistka    | 11. | 20 maja 2007         | Rzym         | Ceglana       | Jelena Janković          | 5:7, 1:6         |
| Zwyciężczyni  | 9.  | 25 sierpnia 2007     | New Haven    | Twarda        | Ágnes Szávay             | 4:6, 3:0 krecz   |
| Finalistka    | 12. | 8 września 2007      | US Open      | Twarda        | Justine Henin            | 1:6, 3:6         |
| Finalistka    | 13. | 11 stycznia 2008     | Sydney       | Twarda        | Justine Henin            | 6:4, 2:6, 4:6    |
| Finalistka    | 14. | 1 marca 2008         | Dubaj        | Twarda        | Jelena Diemientjewa      | 6:4, 3:6, 2:6    |
| Finalistka    | 15. | 23 marca 2008        | Indian Wells | Twarda        | Ana Ivanović             | 4:6, 3:6         |
| Finalistka    | 16. | 21 września 2008     | Tokio        | Twarda        | Dinara Safina            | 1:6, 3:6         |
| Finalistka    | 17. | 28 września 2008     | Pekin        | Twarda        | Jelena Janković          | 3:6, 2:6         |
| Zwyciężczyni  | 10. | 3 maja 2009          | Stuttgart    | Ceglana       | Dinara Safina            | 6:4, 6:3         |
| Finalistka    | 18. | 9 maja 2009          | Rzym         | Ceglana       | Dinara Safina            | 3:6, 2:6         |
| Zwyciężczyni  | 11. | 6 czerwca 2009       | French Open  | Ceglana       | Dinara Safina            | 6:4, 6:2         |
| Zwyciężczyni  | 12. | 11 października 2009 | Pekin        | Twarda        | Agnieszka Radwańska      | 6:2, 6:4         |
| Zwyciężczyni  | 13. | 8 sierpnia 2010      | San Diego    | Twarda        | Agnieszka Radwańska      | 6:4, 6:7(9), 6:3 |
| Finalistka    | 19. | 20 lutego 2011       | Dubaj        | Twarda        | Caroline Wozniacki       | 1:6, 3:6         |
| Finalistka    | 20. | 3 maja 2014          | Oeiras       | Ceglana       | Carla Suárez Navarro     | 4:6, 6:3, 4:6    |
| Zwyciężczyni  | 14. | 3 sierpnia 2014      | Waszyngton   | Twarda        | Kurumi Nara              | 6:3, 4:6, 6:4    |
| Finalistka    | 21. | 9 maja 2015          | Madryt       | Ceglana       | Petra Kvitová            | 1:6, 2:6         |
| Zwyciężczyni  | 15. | 24 października 2015 | Moskwa       | Twarda (hala) | Anastasija Pawluczenkowa | 6:2, 6:1         |
| Zwyciężczyni  | 16. | 15 stycznia 2016     | Sydney       | Twarda        | Mónica Puig              | 6:0, 6:2         |
| Finalistka    | 22. | 2 kwietnia 2016      | Miami        | Twarda        | Wiktoryja Azaranka       | 3:6, 2:6         |
| Zwyciężczyni  | 17. | 22 października 2016 | Moskwa       | Twarda (hala) | Darja Gawriłowa          | 6:2, 6:1         |
| Finalistka    | 23. | 19 marca 2017        | Indian Wells | Twarda        | Jelena Wiesnina          | 7:6(6), 5:7, 4:6 |
| Zwyciężczyni  | 18. | 5 sierpnia 2018      | Waszyngton   | Twarda        | Donna Vekić              | 4:6, 7:6(7), 6:2 |
| Finalistka    | 24. | 18 sierpnia 2019     | Cincinnati   | Twarda        | Madison Keys             | 5:7, 6:7(5)      |

## Występy w Turnieju Mistrzyń

### W grze pojedynczej
| Rok  | Rezultat                              | Rywalka                                              | Wynik                                   |
| 2004 | Faza grupowa                          | Amélie Mauresmo Wiera Zwonariowa Marija Szarapowa    | 3:6, 2:6 6:2, 6:4 1:6, 4:6              |
| 2006 | Faza grupowa                          | Jelena Diemientjewa Kim Clijsters Marija Szarapowa   | 7:5, 6:3 1:6, 1:6 1:6, 4:6              |
| 2007 | Faza grupowa                          | Ana Ivanović Marija Szarapowa Daniela Hantuchová     | 1:6, 6:4, 5:7 7:5, 2:6, 2:6 6:7(7), 0:6 |
| 2008 | Faza grupowa                          | Wiera Zwonariowa Jelena Janković Agnieszka Radwańska | 2:6, 3:6 6:7(6), 4:6 2:6, 5:7           |
| 2009 | Faza grupowa                          | Serena Williams Venus Williams Jelena Diemientjewa   | 6:7(6), 5:7 2:6, 7:6(3), 4:6 6:3, 6:2   |
| 2016 | Półfinał                              | Dominika Cibulková                                   | 6:1, 6:7(2), 4:6                        |
| 2017 | zawodniczka rezerwowa (nie wystąpiła) | zawodniczka rezerwowa (nie wystąpiła)                | zawodniczka rezerwowa (nie wystąpiła)   |

### W grze podwójnej
| Rok  | Rezultat | Partnerka           | Przeciwniczki                         | Wynik    |
| 2003 | Półfinał | Martina Navrátilová | Virginia Ruano Pascual Paola Suárez   | 4:6, 4:6 |
| 2004 | Półfinał | Jelena Lichowcewa   | Nadieżda Pietrowa Meghann Shaughnessy | 3:6, 2:6 |

## Występy w Turnieju WTA Elite Trophy

### W grze pojedynczej
| Rok  | Rezultat                                 | Przeciwniczka                            | Wynik                                    |
| 2015 | Faza grupowa                             | Roberta Vinci Caroline Wozniacki         | 4:6, 4:6 7:5, 2:2 krecz                  |
| 2017 | zrezygnowała ze startu mimo kwalifikacji | zrezygnowała ze startu mimo kwalifikacji | zrezygnowała ze startu mimo kwalifikacji |

## Turnieje rangi ITF
| turnieje z pulą nagród 100 000 $ |
| turnieje z pulą nagród 75 000 $  |
| turnieje z pulą nagród 50 000 $  |
| turnieje z pulą nagród 25 000 $  |
| turnieje z pulą nagród 15 000 $  |
| turnieje z pulą nagród 10 000 $  |

### Gra pojedyncza 2 (1-1)
| Rezultat     | Data       | Turniej    | ($)    | Naw.    | Przeciwniczka       | Wynik            |
| Zwyciężczyni | 22/04/2001 | Cagliari   | 10 000 | Ceglana | Andreea Ehritt-Vanc | 6:3, 6:4         |
| Finalistka   | 29/04/2001 | San Severo | 10 000 | Ceglana | Lydia Steinbach     | 6:2, 6:7(5), 3:6 |

## Występy w igrzyskach olimpijskich

### Gra pojedyncza
| Runda                                                                              | Przeciwniczka                       | Wynik            |  |
| ---------------------------------------------------------------------------------- | ----------------------------------- | ---------------- |  |
|                                                                                    |                                     |                  |  |
| Letnie Igrzyska Olimpijskie w Atenach 2004, reprezentując państwo Rosja [5]        |                                     |                  |  |
| I runda                                                                            | Argentyna: Mariana Díaz-Oliva       | 6:3, 6:3         |  |
| II runda                                                                           | Japonia: Akiko Morigami             | 7:6(5), 6:2      |  |
| III runda                                                                          | Szwajcaria: Patty Schnyder [10]     | 6:3, 6:3         |  |
| Ćwierćfinał                                                                        | Francja: Amélie Mauresmo [2]        | 6:7(5), 6:4, 2:6 |  |
|                                                                                    |                                     |                  |  |
| Letnie Igrzyska Olimpijskie w Pekinie 2008, reprezentując państwo Rosja [3]        |                                     |                  |  |
| I runda                                                                            | Chiny: Li Na                        | 1:6, 6:4, 3:6    |  |
|                                                                                    |                                     |                  |  |
| Letnie Igrzyska Olimpijskie w Rio de Janeiro 2016, reprezentując państwo Rosja [8] |                                     |                  |  |
| I runda                                                                            | Chiny: Wang Qiang                   | 6:1, 4:6, 6:0    |  |
| II runda                                                                           | Rumunia: Monica Niculescu           | walkower         |  |
| III runda                                                                          | Wielka Brytania: Johanna Konta [10] | 6:3, 5:7, 5:7    |  |

### Gra podwójna
| Runda                                                                          | Partnerka             | Przeciwniczki                                 | Wynik            |
| ------------------------------------------------------------------------------ | --------------------- | --------------------------------------------- | ---------------- |
|                                                                                |                       |                                               |                  |
| Letnie Igrzyska Olimpijskie w Atenach 2004, reprezentując państwo Rosja        |                       |                                               |                  |
| I runda                                                                        | Jelena Lichowcewa [1] | Czechy: Libuše Průšová, Barbora Strýcová      | 6:2, 3:6, 6:1    |
| II runda                                                                       | Jelena Lichowcewa [1] | Francja: Nathalie Dechy, Sandrine Testud      | 6:2, 6:7(5), 3:6 |
|                                                                                |                       |                                               |                  |
| Letnie Igrzyska Olimpijskie w Pekin 2008, reprezentując państwo Rosja          |                       |                                               |                  |
| I runda                                                                        | Dinara Safina [1]     | Włochy: Mara Santangelo, Roberta Vinci        | 6:1, 3:6, 7:5    |
| II runda                                                                       | Dinara Safina [1]     | Indie: Sania Mirza, Sunitha Rao               | 6:4, 6:4         |
| Ćwierćfinał                                                                    | Dinara Safina [1]     | Chiny: Yan Zi, Zheng Jie                      | 3:6, 7:5, 8:10   |
|                                                                                |                       |                                               |                  |
| Letnie Igrzyska Olimpijskie w Rio de Janeiro 2016, reprezentując państwo Rosja |                       |                                               |                  |
| I runda                                                                        | Darja Kasatkina       | Niemcy: Anna-Lena Grönefeld, Laura Siegemund  | 6:1, 6:4         |
| II runda                                                                       | Darja Kasatkina       | Japonia: Misaki Doi, Eri Hozumi               | 6:4, 6:4         |
| Ćwierćfinał                                                                    | Darja Kasatkina       | Czechy: Andrea Hlaváčková, Lucie Hradecká [6] | 1:6, 6:4, 5:7    |

## Finały juniorskich turniejów wielkoszlemowych

### Gra pojedyncza (2)
| Końcowy wynik | Rok  | Turniej     | Nawierzchnia | Przeciwniczka  | Wynik finału  |
| Finalistka    | 2001 | French Open | Ceglana      | Kaia Kanepi    | 3:6, 6:1, 2:6 |
| Finalistka    | 2001 | US Open     | Twarda       | Marion Bartoli | 6:4, 3:6, 4:6 |

### Gra podwójna (4)
| Końcowy wynik | Rok  | Turniej         | Nawierzchnia | Partnerka       | Przeciwniczki                         | Wynik finału     |
| Finalistka    | 2001 | Australian Open | Twarda       | Anna Bastrikowa | Petra Cetkovská B. Záhlavová-Strýcová | 6:7(3), 6:1, 4:6 |
| Zwyciężczyni  | 2001 | US Open         | Twarda       | Galina Fokina   | Jelena Janković Matea Mežak           | 7:5, 6:3         |
| Finalistka    | 2002 | Australian Open | Twarda       | Matea Mežak     | Gisela Dulko Angelique Widjaja        | 2:6, 7:5, 4:6    |
| Finalistka    | 2002 | French Open     | Ceglana      | Hsieh Su-wei    | Anna-Lena Grönefeld Barbora Strýcová  | 5:7, 5:7         |